# Districte de Frýdek-Místek
El districte de Frýdek-Místek - (txec) Okres Frýdek-Místek - és un districte de la regió de Moràvia i Silèsia, a la República Txeca. La capital és Frýdek-Místek.

## Llista de municipis
Baška ·  Bílá ·  Bocanovice ·  Brušperk · Bruzovice · Bukovec · Bystřice · Čeladná · Dobrá · Dobratice · Dolní Domaslavice · Dolní Lomná · Dolní Tošanovice · Fryčovice · Frýdek-Místek · Frýdlant nad Ostravicí · Hnojník · Horní Domaslavice · Horní Lomná · Horní Tošanovice · Hrádek · Hrčava · Hukvaldy · Jablunkov · Janovice · Kaňovice · Komorní Lhotka · Košařiska · Kozlovice · Krásná · Krmelín · Kunčice pod Ondřejníkem · Lhotka · Lučina · Malenovice · Metylovice · Milíkov · Morávka · Mosty u Jablunkova · Návsí · Nižní Lhoty · Nošovice · Nýdek · Ostravice · Palkovice · Paskov · Pazderna · Písečná · Písek · Pražmo · Pržno · Pstruží · Raškovice · Ropice · Řeka · Řepiště · Sedliště · Smilovice · Soběšovice · Staré Hamry · Staré Město · Staříč · Střítež · Sviadnov · Třanovice · Třinec · Vělopolí · Vendryně · Vojkovice · Vyšní Lhoty · Žabeň · Žermanice